# Sismo da Península Ibérica de 2007
O sismo da Península Ibérica de 2007 ocorreu às 10h35m (Tempo Universal Coordenado) em 12 de fevereiro de 2007, com epicentro a 160 km a sudoeste do Cabo de São Vicente, Portugal
Inicialmente dado com uma intensidade de 6,1 na escala de Richter, a estimativa foi mais tarde corrigida para 5,8.
O sismo foi amplamente sentido em Portugal, em todo o país, e também nas cidades costeiras de Espanha (em especial Andaluzia), e Marrocos.
Não há registo de vítimas nem de estragos materiais.